# Лонг-Лейк (Нью-Йорк)
Лонг-Лейк (англ. Long Lake) — місто (англ. town) в США, в окрузі Гамільтон штату Нью-Йорк. Населення — 791 особа (2020).

## Демографія
Згідно з переписом 2010 року, у місті мешкало 711 осіб у 350 домогосподарствах у складі 204 родин. Було 1852 помешкання
Расовий склад населення:
| - 96,9 % — білих - 1,5 % — чорних або афроамериканців - 0,4 % — азіатів - 0,1 % — корінних американців |

До двох чи більше рас належало 1,0 %. Частка іспаномовних становила 2,1 % від усіх жителів.
За віковим діапазоном населення розподілялося таким чином: 11,8 % — особи молодші 18 років, 63,0 % — особи у віці 18—64 років, 25,2 % — особи у віці 65 років та старші. Медіана віку мешканця становила 53,5 року. На 100 осіб жіночої статі у місті припадало 112,9 чоловіків;  на 100 жінок у віці від 18 років та старших — 111,1 чоловіків також старших 18 років.
Середній дохід на одне домашнє господарство  становив 70 114 долари США (медіана — 55 795), а середній дохід на одну сім'ю — 89 582 долари (медіана — 83 750). Медіана доходів становила 40 885 доларів для чоловіків та 34 375 доларів для жінок. За межею бідності перебувало 12,4 % осіб, у тому числі 7,3 % дітей у віці до 18 років та 6,7 % осіб у віці 65 років та старших.
Цивільне працевлаштоване населення становило 198 осіб. Основні галузі зайнятості: освіта, охорона здоров'я та соціальна допомога — 33,8 %, мистецтво, розваги та відпочинок — 14,6 %, роздрібна торгівля — 12,6 %, виробництво — 11,1 %.